# Cosham
Cosham – osada w Anglii, w Hampshire, w dystrykcie (unitary authority) Portsmouth. W 2011 miejscowość liczyła 13 830 mieszkańców. Cosham jest wspomniana w Domesday Book (1086) jako Cos(s)eham.